# Großer Preis von Abu Dhabi 2015
Der Große Preis von Abu Dhabi 2015 (offiziell 2015 Formula 1 Etihad Airways Abu Dhabi Grand Prix) fand am 29. November auf dem Yas Marina Circuit auf der Yas-Insel statt und war das 19. und letzte Rennen der Formel-1-Weltmeisterschaft 2015.

## Bericht

### Hintergründe
Nach dem Großen Preis von Brasilien führte Lewis Hamilton in der Fahrerwertung mit 76 Punkten vor Nico Rosberg und mit 107 Punkten vor Sebastian Vettel. In der Konstrukteurswertung führte Mercedes mit 259 Punkten vor Ferrari und mit 407 Punkten vor Williams. In der Fahrerwertung waren die ersten drei, in der Konstrukteurswertung die ersten fünf Positionen vor dem Rennen bereits vergeben.
Beim Großen Preis von Abu Dhabi stellte Pirelli den Fahrern die Reifenmischungen P Zero Soft (gelb) und P Zero Supersoft (rot) sowie für Nässe Cinturato Intermediates (grün) und Cinturato Full-Wets (blau) zur Verfügung.
Wie im Vorjahr gab es zwei DRS-Zonen auf dem Kurs. Die erste Zone begann 390 Meter nach Kurve sieben, der Messpunkt befand sich 40 Meter vor der Kurve. Der zweite Messpunkt lag 50 Meter nach Kurve neun, die Zone begann am Scheitelpunkt von Kurve zehn.
Bei Manor gab es vor diesem Rennen einen erneuten Fahrerwechsel: Roberto Merhi ersetzte planmäßig Alexander Rossi, der wegen seines Einsatzes in der GP2-Serie verhindert war.
Pastor Maldonado (sechs), Max Verstappen (fünf), Marcus Ericsson, Nico Hülkenberg (jeweils vier), Kimi Räikkönen, Vettel (jeweils drei), Valtteri Bottas, Jenson Button, Romain Grosjean, Hamilton, Daniil Kwjat, Merhi, Felipe Nasr und Sergio Pérez (jeweils zwei) gingen mit Strafpunkten ins Rennwochenende.
Merhi, Will Stevens und Maldonado bestritten ihren letzten Grand Prix.
Mit Vettel (dreimal), Hamilton (zweimal) und Räikkönen (einmal) traten alle drei bisherigen Sieger zu diesem Rennen an.
Als Rennkommissare fungierten Khaled Bin Shaiban (ARE), Gary Connelly (AUS), Steve Stringwell (GBR) und Derek Warwick (GBR).

### Training
Im ersten freien Training war Hamilton mit einer Rundenzeit von 1:43,754 Minuten Schnellster vor Rosberg und Räikkönen.
Im zweiten freien Training fuhr Rosberg in 1:41,983 Minuten die Bestzeit vor Hamilton und Pérez. Carlos Sainz jr. musste sein Fahrzeug nach einem technischen Defekt am Streckenrand abstellen.
Im dritten freien Training fuhr erneut Rosberg die Bestzeit in 1:41,856 Minuten vor Hamilton und Vettel.

### Qualifying
Das Qualifying bestand aus drei Teilen mit einer Nettolaufzeit von 45 Minuten. Im ersten Qualifying-Segment (Q1) hatten die Fahrer 18 Minuten Zeit, um sich für das Rennen zu qualifizieren. Alle Fahrer, die im ersten Abschnitt eine Zeit erzielten, die maximal 107 Prozent der schnellsten Rundenzeit betrug, qualifizierten sich für den Grand Prix. Die besten 15 Fahrer erreichten den nächsten Teil. Hamilton war Schnellster. Die Manor-Piloten, Ericsson, Fernando Alonso und Vettel schieden aus.
Der zweite Qualifyingabschnitt (Q2) dauerte 15 Minuten. Hamilton war erneut Schnellster. Grosjean stellte sein Fahrzeug mit einem Getriebeschaden am Streckenrand ab und fuhr deshalb keine gezeitete Runde. Damit schied er genau wie Nasr, Maldonado, Button und Verstappen aus.
Der letzte Abschnitt ging über eine Zeit von zwölf Minuten, in denen die ersten zehn Startpositionen vergeben wurden. Rosberg fuhr die schnellste Zeit und errang somit die Pole-Position vor Hamilton und Räikkönen. Es war seine sechste Pole-Position in Folge, seine 22. Pole-Position in der Formel-1-Weltmeisterschaft und die 18. Pole-Position der Saison für einen Mercedes-Piloten. Es war außerdem das 15. Mal in der Saison, dass beide Mercedes-Piloten in der ersten Startreihe standen.
Stevens wurde für die Verwendung der fünften Kontrollelektronik um fünf Positionen nach hinten versetzt, Grosjean wegen eines Getriebewechsels ebenfalls. Am Wagen von Merhi musste die Hinterradaufhängung gewechselt werden. Dies stellte einen Verstoß gegen die Parc-fermé-Bestimmungen dar, deshalb musste er aus der Boxengasse starten.

### Rennen
Beim Start blieb Rosberg in Führung, Hamilton startete schlecht und musste sich gegen Angriffe von Pérez und Räikkönen verteidigen. Alonso und Maldonado kollidierten in der ersten Kurve, nachdem Alonso und Nasr sich beim Anbremsen berührt hatten. Dabei brach Maldonados Radaufhängung und er schied aus. Alonso musste an der Box seinen beschädigten Frontflügel wechseln lassen. Alonso erhielt für das Verursachen dieser Kollision später eine Durchfahrtstrafe und zwei Strafpunkte. Am Ende der ersten Runde führte Rosberg vor Hamilton, Räikkönen, Pérez, Hülkenberg, Ricciardo, Felipe Massa, Sainz jr., Bottas und Verstappen.
Ab der sechsten Runde gingen die ersten Fahrer zum Reifenwechsel an die Box. Bottas kollidierte bei der Ausfahrt aus der Box mit dem herannahenden Button und beschädigte sich dabei den Frontflügel, eine Runde später kam er daher erneut in die Box und fiel auf den vorletzten Platz zurück. Bottas erhielt eine Fünf-Sekunden-Strafe wegen des unsicheren Losfahrens aus der Box. Rosberg, der seinen Vorsprung auf mehr als fünf Sekunden ausgebaut hatte, und Räikkönen wechselten am Ende der zehnten Runde auf die härtere Reifenmischung, dadurch übernahm Hamilton die Führung vor Rosberg und Vettel, der auf der härteren Reifenmischung gestartet und noch nicht an der Box gewesen war. Nach seinem Boxenstopp fiel Hamilton hinter Rosberg und Vettel zurück. Damit führte Rosberg vor Vettel, Hamilton, Räikkönen, Grosjean, Pérez, Ericsson, Ricciardo, Hülkenberg und Massa. Neben Vettel waren Grosjean und Ericsson noch nicht in der Box.
Ricciardo, Hülkenberg, Massa und Kwjat gingen kurz darauf an Ericsson vorbei, Hamilton überholte Vettel in Runde 14 und lag nun mit rund sieben Sekunden Rückstand auf dem zweiten Platz. Auch Räikkönen überholte Vettel kurz darauf. Sainz jr. ließ seinen Teamkollegen Verstappen kampflos passieren. Dieser verbremste sich in Runde 20 und musste mit zwei Bremsplatten an der Vorderachse am Ende der Runde zum Reifenwechsel an die Box. Er fiel von Platz zwölf auf 15 zurück. Hamilton gelang es unterdessen, den Rückstand auf Rosberg um einige Sekunden zu verkürzen, er fuhr die bis dahin schnellsten Runden des Rennens. Vettel und Grosjean wechselten die Reifen am Ende von Runde 23, Vettel fiel auf Rang sechs und Grosjean auf Rang elf zurück.
Hamilton fuhr weiterhin deutlich schneller als Rosberg und verkürzte den Rückstand auf weniger als zwei Sekunden. Vettel holte auf Ricciardo auf und lag in Schlagdistanz, Ricciardo fuhr jedoch zum Reifenwechsel an die Box, bevor Vettel einen Angriff setzen konnte. Eine Runde später stoppte auch Pérez, so dass Vettel nun wieder auf dem vierten Platz lag.
Rosberg fuhr in Runde 31 zum zweiten Reifenwechsel und fiel auf den dritten Platz zurück. Eine Runde später stoppte auch Räikkönen, beim Reifenwechsel gab es ein Problem mit dem Reifen vorne rechts, so dass Räikkönen rund vier Sekunden verlor und hinter Vettel zurückfiel. Rosberg fuhr mit den frischen Reifen an zweiter Stelle liegend die schnellste Rennrunde. Räikkönen schloss auf Vettel auf, der ihn kurz darauf kampflos passieren ließ. Rosberg holte rund eine Sekunde pro Runde auf Hamilton auf. Vettel wechselte in Runde 39 auf die weichere Reifenmischung und fiel hinter Pérez und Ricciardo auf Rang sechs zurück. Am Ende von Runde 41 kam Hamilton zum zweiten Reifenwechsel an die Box und wechselte erneut auf die härtere Reifenmischung, er lag nun 13 Sekunden hinter Rosberg. Vettel überholte Ricciardo und setzte sich sofort von ihm ab.
Hamilton fuhr die schnellsten Rennrunden und verkürzte den Rückstand auf Rosberg. Vettel hatte währenddessen Pérez eingeholt und überholte ihn in der 45. Runde. Verstappen überholte im Kampf um Platz zwölf Button, dabei kam es zu einer Berührung der beiden Fahrzeuge. Verstappen erhielt eine Fünf-Sekunden-Strafe und einen Strafpunkt, da er sich durch das Verlassen der Strecke einen Vorteil verschaffte. Massa ging in Runde 48 an Kwjat vorbei und lag damit auf Rang acht. Grosjean fuhr auf der weicheren Reifenmischung in den letzten Runden deutlich schneller als die vor ihm liegenden Fahrer und ging an Sainz jr. und Kwjat vorbei. Verstappen erhielt nachträglich eine Durchfahrtstrafe sowie zwei weitere Strafpunkte, da er blaue Flaggen ignoriert hatte. Die Durchfahrtstrafe wurde in eine 25-Sekunden-Strafe umgewandelt, Verstappen fiel somit auf Rang 16 zurück.
Rosberg gewann das Rennen vor Hamilton und Räikkönen. Es war der sechste Saisonsieg für Rosberg und der 16. für Mercedes, davon der zwölfte als Doppelsieg. Die Top 10 komplettierten Vettel, Pérez, Ricciardo, Hülkenberg, Massa, Grosjean und Kwjat.

## Meldeliste
| Team                          | Nr. | Fahrer           | Chassis                | Motor                       | Reifen |
| ----------------------------- | --- | ---------------- | ---------------------- | --------------------------- | ------ |
| Mercedes AMG Petronas F1 Team | 44  | Lewis Hamilton   | Mercedes F1 W06 Hybrid | Mercedes-Benz PU106B Hybrid | P      |
| Mercedes AMG Petronas F1 Team | 06  | Nico Rosberg     | Mercedes F1 W06 Hybrid | Mercedes-Benz PU106B Hybrid | P      |
| Infiniti Red Bull Racing      | 03  | Daniel Ricciardo | Red Bull RB11          | Renault Energy F1 2015      | P      |
| Infiniti Red Bull Racing      | 26  | Daniil Kwjat     | Red Bull RB11          | Renault Energy F1 2015      | P      |
| Williams Martini Racing       | 19  | Felipe Massa     | Williams FW37          | Mercedes-Benz PU106B Hybrid | P      |
| Williams Martini Racing       | 77  | Valtteri Bottas  | Williams FW37          | Mercedes-Benz PU106B Hybrid | P      |
| Scuderia Ferrari              | 05  | Sebastian Vettel | Ferrari SF15-T         | Ferrari 059/4               | P      |
| Scuderia Ferrari              | 07  | Kimi Räikkönen   | Ferrari SF15-T         | Ferrari 059/4               | P      |
| McLaren Honda                 | 14  | Fernando Alonso  | McLaren MP4-30         | Honda RA615H                | P      |
| McLaren Honda                 | 22  | Jenson Button    | McLaren MP4-30         | Honda RA615H                | P      |
| Sahara Force India F1 Team    | 27  | Nico Hülkenberg  | Force India VJM08      | Mercedes-Benz PU106B Hybrid | P      |
| Sahara Force India F1 Team    | 11  | Sergio Pérez     | Force India VJM08      | Mercedes-Benz PU106B Hybrid | P      |
| Scuderia Toro Rosso           | 33  | Max Verstappen   | Toro Rosso STR10       | Renault Energy F1 2015      | P      |
| Scuderia Toro Rosso           | 55  | Carlos Sainz jr. | Toro Rosso STR10       | Renault Energy F1 2015      | P      |
| Lotus F1 Team                 | 08  | Romain Grosjean  | Lotus E23 Hybrid       | Mercedes-Benz PU106B Hybrid | P      |
| Lotus F1 Team                 | 13  | Pastor Maldonado | Lotus E23 Hybrid       | Mercedes-Benz PU106B Hybrid | P      |
| Lotus F1 Team                 | 30  | Jolyon Palmer    | Lotus E23 Hybrid       | Mercedes-Benz PU106B Hybrid | P      |
| Manor Marussia F1 Team        | 28  | Will Stevens     | Marussia MR03          | Ferrari 059/3               | P      |
| Manor Marussia F1 Team        | 98  | Roberto Merhi    | Marussia MR03          | Ferrari 059/3               | P      |
| Sauber F1 Team                | 09  | Marcus Ericsson  | Sauber C34             | Ferrari 059/4               | P      |
| Sauber F1 Team                | 12  | Felipe Nasr      | Sauber C34             | Ferrari 059/4               | P      |

Anmerkungen
1. 1 2  Der Lotus mit der Startnummer 30 wurde im ersten freien Training für Palmer eingesetzt. Grosjean übernahm das Fahrzeug anschließend für das restliche Rennwochenende mit seiner Startnummer 8.

## Klassifikationen

### Qualifying
| Pos.                                                                      | Fahrer           | Konstrukteur         | Q1       | Q2         | Q3       | Start |
| ------------------------------------------------------------------------- | ---------------- | -------------------- | -------- | ---------- | -------- | ----- |
| 01                                                                        | Nico Rosberg     | Mercedes             | 1:41,111 | 1:40,979   | 1:40,237 | 01    |
| 02                                                                        | Lewis Hamilton   | Mercedes             | 1:40,974 | 1:40,758   | 1:40,614 | 02    |
| 03                                                                        | Kimi Räikkönen   | Ferrari              | 1:42,500 | 1:41,612   | 1:41,051 | 03    |
| 04                                                                        | Sergio Pérez     | Force India-Mercedes | 1:41,983 | 1:41,560   | 1:41,184 | 04    |
| 05                                                                        | Daniel Ricciardo | Red Bull-Renault     | 1:42,275 | 1:41,830   | 1:41,444 | 05    |
| 06                                                                        | Valtteri Bottas  | Williams-Mercedes    | 1:42,608 | 1:41,868   | 1:41,656 | 06    |
| 07                                                                        | Nico Hülkenberg  | Force India-Mercedes | 1:41,996 | 1:41,925   | 1:41,686 | 07    |
| 08                                                                        | Felipe Massa     | Williams-Mercedes    | 1:42,303 | 1:42,349   | 1:41,759 | 08    |
| 09                                                                        | Daniil Kwjat     | Red Bull-Renault     | 1:42,540 | 1:42,328   | 1:41,933 | 09    |
| 10                                                                        | Carlos Sainz jr. | Toro Rosso-Renault   | 1:42,911 | 1:42,482   | 1:42,708 | 10    |
| 11                                                                        | Max Verstappen   | Toro Rosso-Renault   | 1:42,889 | 1:42,521   | –        | 11    |
| 12                                                                        | Jenson Button    | McLaren-Honda        | 1:42,570 | 1:42,668   | –        | 12    |
| 13                                                                        | Pastor Maldonado | Lotus-Mercedes       | 1:42,929 | 1:42,807   | –        | 13    |
| 14                                                                        | Felipe Nasr      | Sauber-Ferrari       | 1:42,896 | 1:43,614   | –        | 14    |
| 15                                                                        | Romain Grosjean  | Lotus-Mercedes       | 1:42,585 | keine Zeit | –        | 18    |
| 16                                                                        | Sebastian Vettel | Ferrari              | 1:42,941 | –          | –        | 15    |
| 17                                                                        | Fernando Alonso  | McLaren-Honda        | 1:43,187 | –          | –        | 16    |
| 18                                                                        | Marcus Ericsson  | Sauber-Ferrari       | 1:43,838 | –          | –        | 17    |
| 19                                                                        | Will Stevens     | Marussia-Ferrari     | 1:46,297 | –          | –        | 19    |
| 20                                                                        | Roberto Merhi    | Marussia-Ferrari     | 1:47,434 | –          | –        | Box   |
| 107-Prozent-Zeit: 1:48,042 min (bezogen auf Q1-Bestzeit von 1:40,974 min) |                  |                      |          |            |          |       |

Anmerkungen
1. ↑  Grosjean wurde wegen eines Getriebewechsels um fünf Startplätze nach hinten versetzt.
2. ↑  Stevens wurde wegen Verwendung der fünften Kontrollelektronik um fünf Startplätze nach hinten versetzt.
3. ↑  Merhi musste wegen eines Verstoßes gegen die Parc-fermé-Bestimmungen aus der Boxengasse starten.

### Rennen
| Pos. | Fahrer           | Konstrukteur         | Runden | Stopps | Zeit        | Start | Schnellste Runde |
| ---- | ---------------- | -------------------- | ------ | ------ | ----------- | ----- | ---------------- |
| 01   | Nico Rosberg     | Mercedes             | 55     | 2      | 1:38:30,175 | 01    | 1:45,356 (37.)   |
| 02   | Lewis Hamilton   | Mercedes             | 55     | 2      | + 8,271     | 02    | 1:44,517 (44.)   |
| 03   | Kimi Räikkönen   | Ferrari              | 55     | 2      | + 19,430    | 03    | 1:44,942 (47.)   |
| 04   | Sebastian Vettel | Ferrari              | 55     | 2      | + 43,735    | 15    | 1:44,550 (48.)   |
| 05   | Sergio Pérez     | Force India-Mercedes | 55     | 2      | + 1:03,952  | 04    | 1:45,892 (30.)   |
| 06   | Daniel Ricciardo | Red Bull-Renault     | 55     | 2      | + 1:05,010  | 05    | 1:46,305 (46.)   |
| 07   | Nico Hülkenberg  | Force India-Mercedes | 55     | 2      | + 1:33,618  | 07    | 1:47,064 (29.)   |
| 08   | Felipe Massa     | Williams-Mercedes    | 55     | 2      | + 1:37,751  | 08    | 1:46,984 (33.)   |
| 09   | Romain Grosjean  | Lotus-Mercedes       | 55     | 2      | + 1:38,201  | 18    | 1:45,859 (47.)   |
| 10   | Daniil Kwjat     | Red Bull-Renault     | 55     | 2      | + 1:42,371  | 09    | 1:46,882 (27.)   |
| 11   | Carlos Sainz jr. | Toro Rosso-Renault   | 55     | 2      | + 1:43,525  | 10    | 1:46,998 (38.)   |
| 12   | Jenson Button    | McLaren-Honda        | 54     | 2      | + 1 Runde   | 12    | 1:47,509 (29.)   |
| 13   | Valtteri Bottas  | Williams-Mercedes    | 54     | 3      | + 1 Runde   | 06    | 1:46,464 (45.)   |
| 14   | Marcus Ericsson  | Sauber-Ferrari       | 54     | 2      | + 1 Runde   | 17    | 1:46,517 (48.)   |
| 15   | Felipe Nasr      | Sauber-Ferrari       | 54     | 3      | + 1 Runde   | 14    | 1:46,424 (46.)   |
| 16   | Max Verstappen   | Toro Rosso-Renault   | 54     | 3      | + 1 Runde   | 11    | 1:45,746 (40.)   |
| 17   | Fernando Alonso  | McLaren-Honda        | 53     | 4      | + 2 Runden  | 16    | 1:44,796 (52.)   |
| 18   | Will Stevens     | Marussia-Ferrari     | 53     | 2      | + 2 Runden  | 19    | 1:49,610 (53.)   |
| 19   | Roberto Merhi    | Marussia-Ferrari     | 52     | 1      | + 3 Runden  | Box   | 1:51,213 (26.)   |
| –    | Pastor Maldonado | Lotus-Mercedes       | 1      | 0      | DNF         | 13    | –                |

Anmerkungen
1. ↑  Verstappen beendete das Rennen auf Platz 12, erhielt allerdings eine Durchfahrtstrafe, die in eine 25-Sekunden-Strafe umgewandelt wurde, da er blaue Flaggen ignoriert hatte und rutschte auf Platz 16 ab.

## WM-Stände nach dem Rennen
Die ersten zehn des Rennens bekamen 25, 18, 15, 12, 10, 8, 6, 4, 2 bzw. 1 Punkt(e).

### Fahrerwertung
| Pos. | Fahrer           | Konstrukteur         | Punkte |
| ---- | ---------------- | -------------------- | ------ |
| 01   | Lewis Hamilton   | Mercedes             | 381    |
| 02   | Nico Rosberg     | Mercedes             | 322    |
| 03   | Sebastian Vettel | Ferrari              | 278    |
| 04   | Kimi Räikkönen   | Ferrari              | 150    |
| 05   | Valtteri Bottas  | Williams-Mercedes    | 136    |
| 06   | Felipe Massa     | Williams-Mercedes    | 121    |
| 07   | Daniil Kwjat     | Red Bull-Renault     | 95     |
| 08   | Daniel Ricciardo | Red Bull-Renault     | 92     |
| 09   | Sergio Pérez     | Force India-Mercedes | 78     |
| 10   | Nico Hülkenberg  | Force India-Mercedes | 58     |
| 11   | Romain Grosjean  | Lotus-Mercedes       | 51     |

| Pos. | Fahrer           | Konstrukteur       | Punkte |
| ---- | ---------------- | ------------------ | ------ |
| 12   | Max Verstappen   | Toro Rosso-Renault | 49     |
| 13   | Felipe Nasr      | Sauber-Ferrari     | 27     |
| 14   | Pastor Maldonado | Lotus-Mercedes     | 27     |
| 15   | Carlos Sainz jr. | Toro Rosso-Renault | 18     |
| 16   | Jenson Button    | McLaren-Honda      | 16     |
| 17   | Fernando Alonso  | McLaren-Honda      | 11     |
| 18   | Marcus Ericsson  | Sauber-Ferrari     | 9      |
| 19   | Roberto Merhi    | Marussia-Ferrari   | 0      |
| 20   | Alexander Rossi  | Marussia-Ferrari   | 0      |
| 21   | Will Stevens     | Marussia-Ferrari   | 0      |
| –    | Kevin Magnussen  | McLaren-Honda      | 0      |

### Konstrukteurswertung
| Pos. | Konstrukteur         | Punkte |
| ---- | -------------------- | ------ |
| 1    | Mercedes             | 703    |
| 2    | Ferrari              | 428    |
| 3    | Williams-Mercedes    | 257    |
| 4    | Red Bull-Renault     | 187    |
| 5    | Force India-Mercedes | 136    |

| Pos. | Konstrukteur       | Punkte |
| ---- | ------------------ | ------ |
| 06   | Lotus-Mercedes     | 78     |
| 07   | Toro Rosso-Renault | 67     |
| 08   | Sauber-Ferrari     | 36     |
| 09   | McLaren-Honda      | 27     |
| 10   | Marussia-Ferrari   | 0      |